# دیهوک
دِیهوک (Deyhook) یکی از شهرهای استان خراسان جنوبی در مرکز ایران است.

## جغرافیا
شهر دیهوک در برخوردگاه جاده‌های اصلی یزد به مشهد و کرمان به مشهد قرار گرفته است. این دو جاده پس از رسیدن به دیهوک یکی شده و مسیر به سوی مشهد ادامه می‌یابد.
این شهر از توابع استان خراسان بود که در تقسیمات جدید کشوری، ابتدا به استان یزد و سپس به استان خراسان جنوبی ضمیمه شد.
فاصلهٔ دیهوک تا یزد ۴۷۰ کیلومتر، تا کرمان ۴۴۰ کیلومتر و تا بیرجند (مرکز استان) ۱۹۸ کیلومتر است. نزدیکی دو روستای مجاور دیهوک و بازگ(امیرآباد) ، که هم‌اکنون دو محلهٔ شهر هستند، از عوامل اصلی شکل‌گیری این شهر بوده‌است.

## جمعیت
بر پایه سرشماری عمومی نفوس و مسکن در سال ۱۳۹۵ جمعیت این شهر ۲٬۹۵۹ نفر (در ۸۶۷ خانوار) بوده‌است.

## پیشینه
دیهوک در حدود ۱۵۰ سال پیش به نام دهک نامیده می‌شده‌است. دیه در دورهٔ ساسانیان به روستاها گفته می‌شده، دیهوک به معنای روستای کوچک هم می‌تواند باشد. از محلات قدیمی اطراف دیهوک عباسیه (که بر اثر سیل از میان رفت و سپس بازسازی شد)، محلات خانیک و انتظامیه است که از بخش‌های مشهور و مشخص دیهوک و اطراف آن به‌شمار می‌رود. در حال حاضر محلهٔ انتظامیه از مناطق گردشگری این شهر می‌باشد که دارای اقامتگاه بومگردی نیز هست. دیهوک در سال ۱۳۵۷ بر اثر زمین‌لرزه به کلی ویران شد و اهالی روستا با کمک‌های دولت و احداث خانه‌های سازمانی در پائین‌دست روستا، حلقهٔ اصلی این شهر را به وجود آوردند.
در پی استقرار یک پادگان نظامی در شهر، جمعیت زیادی از کارکنان پادگان به همراه خانواده‌هایشان در شهر سکونت یافته‌اند. به علت کمبود آب آشامیدنی این شهر با رکود رشد روبرو است.
در ۲۰ دی‌ماه ۱۳۸۶ نیز زمین‌لرزه‌ای به بزرگی ۴٫۷ ریشتر حوالی دیهوک را لرزاند.

## آب و هوا و اقلیم
شهر دیهوک دارای آب و هوای گرم و خشک است و تابستان‌های گرم و زمستان‌های سردی دارد. شهر دیهوک در ارتفاع ۱۳۶۲ متری از سطح دریا قرار گرفته است.

## بوستان ها و فضای سبز
- بوستان بازگ
- بوستان شهر
- بوستان مسافر
- بوستان جنگلی دیهوک

## زیرساخت های فرهنگی
- کتابخانه عمومی شهر دیهوک: این کتابخانه در خیابان معلم این شهر قرار گرفته است.

## جاذبه های گردشگری
- روستای تاریخی مرغوب
- منطقه تاریخی نایبند
- روستای تاریخی اصفهک
- چشمه آبگرم دیگ رستم
- روستای اسفندیار (رضا ملایی)